# Dolní Studénky
Dolní Studénky là một làng thuộc huyện Šumperk, vùng Olomoucký, Cộng hòa Séc.